# Cinasa supressora de Ras
La Cinasa supressora de Ras (KSR, segons les seves sigles en anglès) és una proteïna present tant als invertebrats com als mamífers que actua d'intermediària en diverses vies de senyalització, d'entre les quals les més estudiades són la via MAPK i la AMPK. Mentre que la primera està relacionada amb la transmissió de molts senyals de desenvolupament i creixement, la segona pren importància en el metabolisme energètic. Concretament, la KSR actua com una reguladora positiva d'aquestes vies, afavorint així la fosforilació de les cinases per tal de permetre la correcta transmissió del senyal a través dels missatgers químics.
Tanmateix, és important remarcar que, tot i conèixer-se la seva implicació en aquestes vies no se sap amb plena certesa quin és el seu mecanisme d'actuació, fins al punt que múltiples estudis publicats presenten contradiccions a l'hora de descriure la funció de la proteïna.

## Descobriment
La KSR va ser identificada als voltants de 1995 a partir d'estudis genètics realitzats en Drosophila melanogaster i Caenorhabditis elegans, on van aïllar la KSR i en van inactivar les mutacions. Això va causar, en ambdós organismes, la supressió d'efectes fenotípics induïts per la Ras activada. El descobriment de la KSR en aquests organismes invertebrats va ser transcendent; era la primera vegada que uns estudis genètics demostraven clares aproximacions bioquímiques per tal d'identificar un nou component en la via Ras. Les seves propietats, tant genètiques com estructurals, són les que van portar a que se l'anomenés cinasa supressora de Ras.
Però tot i que aquests estudis van mostrar la funció de la KSR com a efector positiu de senyalització de Ras, que semblava actuar en la Raf o en una via paral·lela, no es va aconseguir revelar el mecanisme molecular precís pel qual la KSR transmet senyals Ras. Més tard, el suposat domini de cinasa en la KSR va portar a l'especulació de que podia actuar com una altra cinasa en la mateixa via. En aquest context, i tenint en compte les nombroses característiques estructurals pròpies d'una proteïna cinasa de les que consta la KSR, es va especular sobre dues possibilitats: que era una cinasa amb funció en un component de la via Ras anomenat Raf-1 o que era dependent de la via Ras.
No obstant això, s'ha observat en l'actualitat una manca en la KSR de propietats clau de proteïnes cinases ja conegudes i àmpliament estudiades, fet que posa en dubte si realment és un enzim funcional d'aquest tipus. A més, els experiments bioquímics posteriors han sigut inconclusius a l'hora de demostrar que la KSR pugui tenir una activitat cinasa intrínseca. S'ha descobert també que la KSR interacciona amb diferents components de kinase-cascade de MAP, entre ells Raf-1, MEK1/2 i ERK1/2, evidenciant així el seu rol en la senyalització de transducció.

## Funció
Les cèl·lules interaccionen amb el seu entorn mitjançant la senyalització cel·lular, procés que duen a terme els anomenats missatgers químics i que desemboca a un canvi cel·lular. Aquest procés s'inicia quan una molècula senyalitzadora activa un receptor específic situat a la membrana plasmàtica de la cèl·lula. A partir d'aquí, el senyal es transmet a través de cadenes de molècules integrades per missatgers químics i que es coneixen com a vies de transducció intracel·lular de senyals. Les molècules que transmeten el senyal, que acostumen a ser proteïnes, s'activen i desactiven per mitjà de mecanismes com la fosforilació.
Les funcions més estudiades de les proteïnes KSR són aquelles implicades en les vies MAPK i AMPK, tot i que es disposa de moltes més dades de la seva implicació en la primera via que no pas en la segona. A més, dins la família de les KSR se’n distingeixen dos tipus: la KSR1 i la KSR2. Es coneix que ambdues tenen un efecte diferent en la transmissió de senyals però no se sap amb certesa quines són les diferències, és per això que en molts casos es fa un ús genèric del terme KSR.

### Via MAPK
La via MAP cinasa, MAPK/ERK o MAPK (cascada de proteïnes cinases activades per mitògens) és una via de senyalització que actua per mitjà de la fosforilació i que regula múltiples funcions com la mitosi, la proliferació o la diferenciació cel·lular. Aquesta via la protagonitzen principalment 4 cinases: Ras, RAF, MEK i ERK. Tanmateix hi ha moltes més proteïnes que estan implicades en aquesta via com a intermediàries entre les quatre cinases, una de les quals és la KSR.
En aquesta via la KSR actua com una proteïna de bastida, és a dir, com un regulador de vies de senyalització. Concretament promou la propagació de senyals a través de la via MAPK coordinant la interacció de RAF amb MEK. El mecanisme concret pel qual la KSR duu a terme aquesta funció no se sap del cert, fins al punt que s'han descrit diferents mecanismes que atribueixen diferents propietats a la proteïna. El que és comú en la majoria de fonts és el següent: les KSR localitzen les proteïnes MEK a la membrana i promouen l'assemblatge d'un complex multiproteic que aproxima les MEK al seu activador (RAF) per continuar la reacció en cadena. Així doncs, les KSR actuen facilitant les reaccions de fosforilació necessàries per la transducció del senyal de la via MAPK. A més, interacciona de manera independent amb cada cinasa, és a dir, disposa d'una part específica d'unió per cadascuna d'elles, quedant així una unió KSR/RAF i una altra del tipus KSR/MEK. Per altra banda, alguns estudis afirmen que les proteïnes KSR, a més d'interaccionar de forma directa amb les cinases RAF i MEK, també ho fan amb les proteïnes 14-3-3, les quals regulen la posició intracel·lular de les KSR i donen estabilitat a les seves conformacions actives i inactives, promovent el manteniment d'aquestes en un estat inactiu. Quan la via Ras és activada, les 14-3-3 es desprenen de les KSR i en permeten l'activació.
1. Les proteïnes C-RAF, B-RAF i el complex KSR2/MEK1 es troben al citosol. El complex està inactiu degut a la presència de 14-3-3.
2. Arran de l'activació de la Ras per l'arribada d'un lligand com un factor de creixement, B i C-RAF es mobilitzen a la membrana, on aquesta última cinasa és activada per la primera. Simultàniament la 14-3-3 es desprèn del complex KSR2/MEK1 permetent-ne l'activació.
3. El complex es dirigeix a la membrana i interacciona amb B-RAF, interaccions que resulten en canvis conformacionals del complex.
4. C-RAF fosforila MEK1.

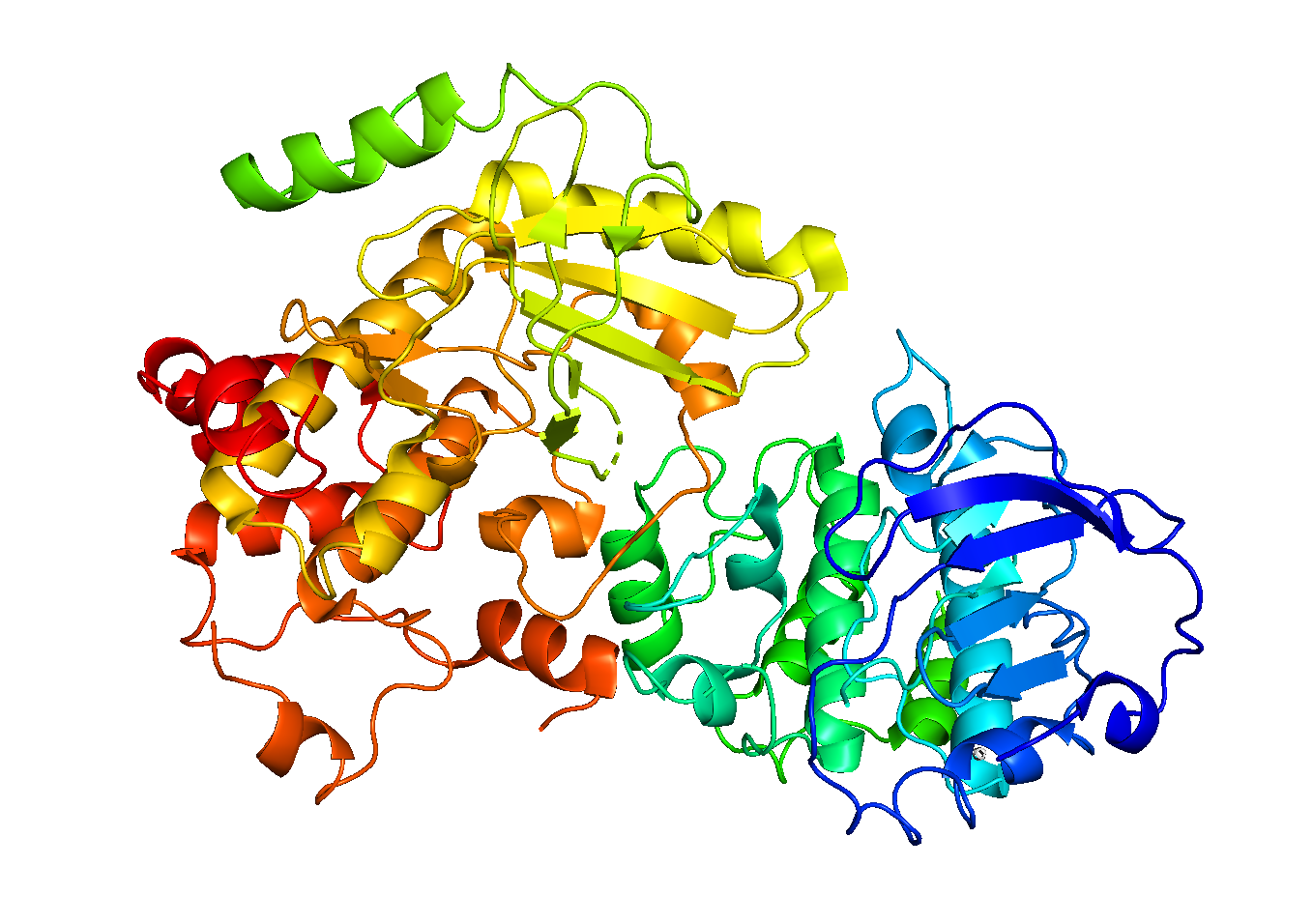
Representació tridimensional del complex KSR2/MEK1.

Tal com es descriu a l'apartat d'estructura de la proteïna, un dels dominis de la KSR presenta una conformació molt semblant al de les cinases, cosa que fa pensar que es tracta d'una cinasa més en la via Ras. Tanmateix els experiments duts a terme amb la finalitat de descobrir la seva funció específica no han pogut demostrar amb plena certesa que es tracti d'un enzim d'aquest tipus, tot i que en alguns estudis es descriu com a tal i se li atribueix una funció fosforilativa mitjançant la qual interaccionaria amb RAF i MEK. No obstant això, altres fonts defineixen aquesta proteïna com una pseudocinasa, és a dir, una proteïna que, al domini propi de les cinases, presenta mutacions en un o més residus requerits per l'activitat catalítica i que acostuma a actuar com una proteïna de bastida. Les pseudocinases presenten activitats diverses en funció de la seva naturalesa i, en el cas de la KSR, es parla d'una activitat catalítica dèbil que empraria per regular l'activació de la proteïna MEK. A partir d'aquí, la via seguida per la pseudocinasa es descriu de manera lleugerament diferent a la comentada anteriorment: la KSR s'associa a la MEK formant el complex KSR2/MEK1 present al citosol, mantenint la MEK inactiva i, per consegüent, evitant-ne la fosforilació. L'aparició de certs senyals com factors de creixement promouen que les proteïnes B-RAF i C-RAF es mobilitizin cap a la membrana i es dimeritzin, activant-se així la C-RAF per acció de la B-RAF. Al seu torn, aquesta activació provoca la mobilització del complex KSR2/MEK1 cap a la membrana, on interacciona amb la B-RAF, interacció que resulta en canvis conformacionals del complex que provoquen l'exposició del segment d'activació de la MEK. Un cop aquest segment és exposat, la C-RAF pot fosforilar-lo i, per consegüent, continua la transmissió de senyal a través de la via. Aquesta segona descripció del funcionament de la KSR defensa que la proteïna duu a terme un paper important en el lliurament de la MEK a la RAF a la membrana plasmàtica però sense arribar a executar la fosforilació per si mateixa. És important destacar que s'ha observat que els dos tipus de KSR dels mamífers, la 1 i la 2, són capaços de formar complexos amb les B-RAF. No obsant això, quan ho fa la KSR1 el que té lloc és una inhibició, i no pas la transmissió de senyal descrita. Això es deu al fet que la KSR1, quan s'uneix a la B-RAF, competeix amb la C-RAF, evitant així que aquesta última fosforilitzi la MEK.

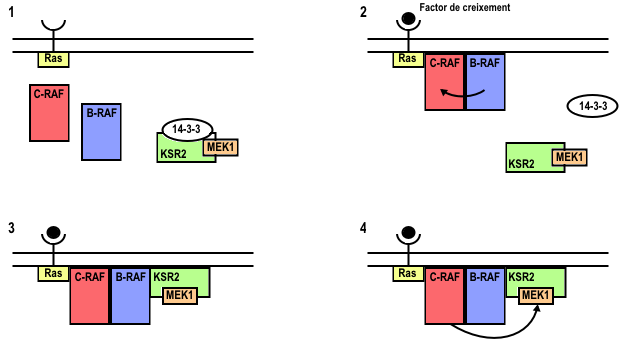
Esquema de com es transmet el senyal des de RAF a MEK en la via MAPK gràcies a la intervenció de la KSR.

Així doncs, tot i saber-se en quin punt de la via MAPK actua la proteïna KSR i descriure's possibles mecanismes d'actuació, no se sap quin és el mecansime concret mitjançant el qual actua, si ho fa mitjançant la fosforilació de les cinases comentades o bé facilitant la unió d'ambdues cinases, sent aquestes últimes les que duen a terme la fosforilació.
Per altra banda, s'observa com varia la funció de la KSR segons la quantitat de proteïna expressada a la cèl·lula. Quan hi ha una quantitat petita o propera als nivells fisiològics, actua com un efector positiu de la senyalitació de Ras, mentre que quan es troba en excés n'arriba a inhibir la senyalització degut a la formació de complexos no funcionals, efecte que dona nom a la pròpia proteïna. Per tal que la seva eficàcia sigui màxima ha de trobar-se en uns nivells semblants als de les proteïnes amb les que interacciona, propietat que podria significar que la KSR actua com un enzim al·lostèric.

### Via AMPK
La implicació de la KSR en la via AMPK està molt menys estudiada que l'anterior, com també els mecanismes mitjançant els quals actua. El fet que la KSR actuï en aquesta via comporta que estigui implicada en la homeòstasi energètica. En aquest cas però la implicació de la KSR2 és força major que no pas la de la KSR1, per això la KSR2 és descrita com un regulador del balanç energètic de la cèl·lula que intervé en el metabolisme dels lípids i de la glucosa. Concretament interacciona amb el complex AMPK de manera rellevant, fins al punt que la presència d'uns nivells òptims de KSR2 implica un augment de la captació de glucosa, de l'oxidació dels àcids grassos i de la glicòlisi, agilitzant així l'eficiència del complex; mentre que la seva absència provoca una disminució de la funció d'aquest i, per consegüent, comporta greus conseqüències.

## Estructura

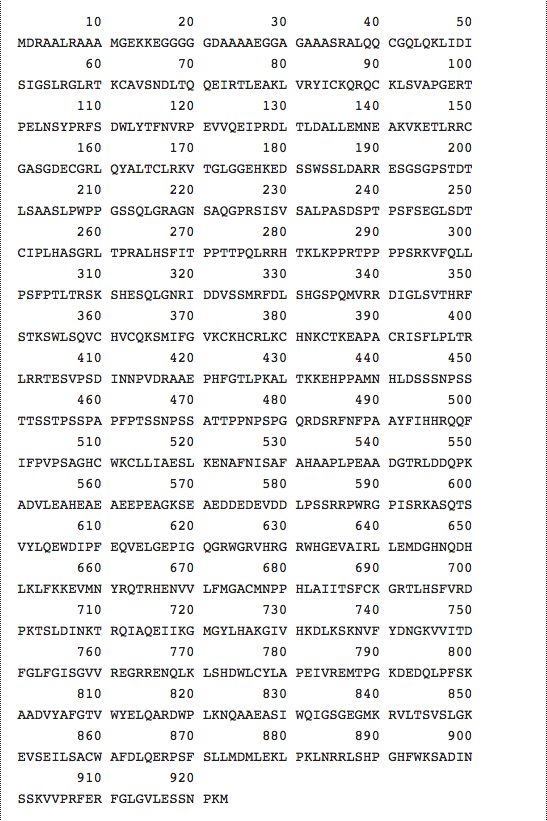
Estructura primària de la KSR1 a éssers humans

Per arribar a entendre les funcions i el paper de la KSR com a transductor de senyals cal un estudi de l'estructura d'aquesta proteïna, dels dominis que conté i com afecten aquests al seu correcte funcionament. Com totes les proteïnes, la KSR conté un extrem N-terminal on es troba el grup amino, y un extrem C-terminal on es troba el grup carboxil. Formada per 966 aminoàcids, la regió C-terminal de la KSR conté un domini cinasa (CA5), de manera que es va assumir que tindria les propietats característiques d'aquests enzims. No obstant això, ha estat tema constant de debat el fet de si les proteïnes KSR serien cinases actives, o si no podrien dur a terme les funcions de fosforilació. Finalment, se les ha classificat com a pseudocinases, pel fet que presenten mutacions en aminoàcids necessaris per a l'activitat catalítica. S'ha observat que en les proteïnes KSR dels mamífers la lisina que es necessita per a la fosforilació, present en pràcticament totes les proteïnes cinases estudiades fins al moment i que participa en la unió d'ATP, és substituïda per una arginina en el subdomini II de la CA5, de manera que s'ha proposat que la KSR no presenta activitat catalítica en aquesta classe de vertebrats. A part d'aquesta substitució, el domini cinasa sembla estar ben conservat, de manera que podria ser actiu, però les condicions i/o el substrat perquè es doni la reacció enzimàtica segueixen sent un misteri. La proteïna KSR a mamífers a més té un pes de 105 kDa i presenta dominis d'unió a elements de la ruta ERK.

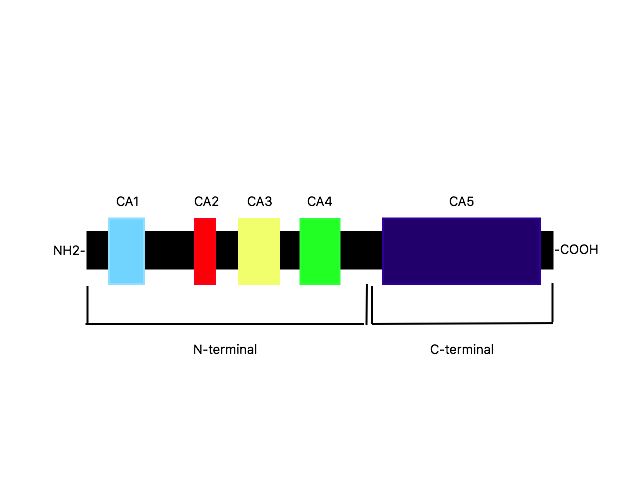
Esquema simplificat dels dominis estructurals de la KSR.

Estructuralment, presenten una gran similitud amb la família de proteïnes RAF serina/treonina, el que fa pensar que aquests dos grups de proteïnes tenen un origen comú. En ambdues la regió cinasa es troba a l'extrem C-terminal, i la resta de dominis es troben a l'extrem N-terminal. No obstant això, les KSR no contenen el domini que permet la unió amb la Ras trobat en proteïnes RAF, de manera que es pensa que actuen en vies paral·leles a les Ras i no interaccionen directament amb elles, i presenten a més una regió específica que només es troba en les proteïnes KSR (CA1). 

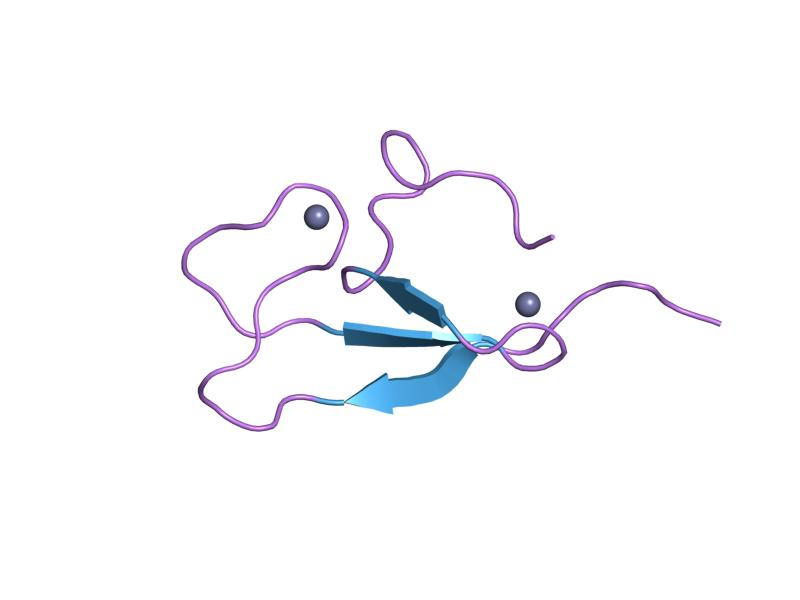
Representació tridimensional de la regió rica en cisteïna (CA3).

### Dominis estructurals
- Una regió formada per 40 aminoàcids en l'extrem N-terminal (CA1)
- Una regió rica en prolina (CA2)
- Una regió rica en cisteïna (CA3)
- Una regió rica en serina i / o treonina (CA4)
- Una regió pròpia de cinases en l'extrem C-terminal (CA5)

On CA = Conserved Area
Actualment existeix poca informació sobre els dominis CA1 i CA2. El domini CA1, trobat només a les KSR, sembla estar relacionat directament o indirectament amb la unió del complex KSR/MEK amb RAF, de manera que mutacions en aquest domini comporten una reducció de la formació de complexos KSR/RAF. Es va trobar que aquest domini estudiat a Drosophila participava en la interacció amb D-RAF, pero que no estava present en les proteïnes KSR de C. elegans, pel que es va pensar que seria un domini prescindible en determinades condicions o que altres vies complien la seva funció. Al seu torn, CA2 és un domini SH3 d'interacció amb altres proteïnes i el CA3 sembla estar involucrat en la regulació de la localització subcel·lular de la KSR i en la unió a molècules lipídiques, amb una estructura molt similar a la del domini de cisteïna C1 de Raf-1. El domini CA4 té una estructura similar al domini CR2 de les proteïnes Raf-1 i és el lloc d'unió de MAP cinases i ERK. El domini CA5 presenta els 11 subdominis característics de les proteïnes cinases.
C-TAK1 s'uneix a la regió N-terminal i s'encarrega de fosforilar les posicions S297 i S392 d'unió a 14-3-3.
Les interaccions entre les KSR i Raf-1, MEK1/2 i ERK1/2 porten a la idea que les KSR podrien funcionar com proteïnes de bastida. Les MEK1, MEK2 i les Raf s'uneixen directament al domini CA5 de la proteïna, una unió que sembla imprescindible per a la correcta funció del KSR (mutacions en aquest domini catalític impedeixen la unió del MEK). Les proteÏnes cinases ERK1 i ERK2 s'uneixen mitjançant un motiu FxFP (un lloc específic d'acoblament) al domini CA4.

### KSR1 i KSR2
La KSR1 i la KSR2 son isoformes de la mateixa proteïna KSR, sent la KSR1 la més estudiada. No obstant això, estudis recents sobre la estructura cristal·lina formada entre les MEK1 i el domini cinasa de les proteïnes KSR2 de mamífers (KSR2-KD) ha permès grans avanços en els estudis sobre la KSR. Aquestes investigacions mostren que la regió C-terminal de la KSR2, amb estructura de proteïna quinasa, té la capacitat d'unir-se a ATP i a Mg2+. Els llocs catalítics de les MEK1 i MEK2 en aquesta estructura es troben un en front de l'altre, i la seva unió està controlada pels segments d'activació de cada proteïna i les hèlix α-G del lòbul C. KSR2-KD es troba en forma de quinasa inactiva a causa de la posició de l'hèlix α-C, i els segments d'activació de les dues proteïnes estan restringides, cosa que impedeix que Raf pugui activar les MEK. Gràcies a aquests estudis sobre el complex KSR2/MEK, s'ha pogut apreciar de millor manera la gran complexitat de les interaccions que es produeixen en la via de transdució de senyals en la que participa la KSR.

## Localització
Les KSR es localitzen normalment en el citoplasma, però amb l'activació de les proteïnes Ras, un fracció d'aquestes proteïnes es trasllada a la membrana plasmàtica formant un complex proteic d'alt pes molecular que apropa MEK a la seva proteïna activadora, RAF, i al seu substrat, MAPK. Per tant, la KSR exerceix una gran funció en la regulació de les reaccions de fosforilació que es donen de manera successiva després de l'activació de les Ras. El domini CA3 és necessari per a aquest procés, i mutacions del mateix impedeixen la relocalització de la KSR. La unió de la KSR a les subunitats γ de les proteïnes G està controlat pel domini CA3 de KSR, i aquesta interacció pot traslladar la KSR a la membrana plasmàtica com a resposta a lligands que activen receptors de la proteïna G. La unió de les proteïnes 14-3-3 també té un paper important a l'hora de regular la localització de les KSR. Les proteïnes 14-3-3 s'uneixen a dos residus de fosfoserina localitzats a cada costat del domini CA3, i aquests dos llocs estan fosforilats en cèl·lules inactives. Com que el domini CA3 és necessari per a la translocació de la KSR del citoplasma a la membrana plasmàtica, la unió de proteïnes 14-3-3 pot mantenir a la proteÏna en estat inactiu enmascarant el domini CA3. Quan Ras s'activa, es redueix la fosforilació dels llocs on s'uneix la 14-3-3, la qual cosa provocaria l'alliberament de proteïnes 14-3-3 i l'exposició del domini CA3. Un cop a la membrana, les 14-3-3 també poden tenir un paper important a l'hora d'estabilitzar el complex de senyalització de la KSR enllaçat a la membrana a través de les interaccions amb KSR i Raf.

## Importància mèdica
La funció principal de la família de proteïnes KSR (especialment la KSR1) és la de potenciar la cascada de cinases Raf/MEK/ERK. Aquesta cascada de fosforil·lacions dutes a terme per aquestes cinases i potenciades necessàriament per la KSR1 tenen la seva importància en la proteïna Ras.
Les proteïnes Ras es troben a la membrana plasmàtica i són unes proteïnes reguladores de diversos processos de transducció i senyalització intracel·lulars que poden estar transcrites a partir de tres gens (K-Ras, H-Ras i N-Ras). Una d'aquestes vies de senyalització és la via de les MAPK (aquesta via és on intervé la KSR1). La regulació binària d'aquesta, l'activació o no activació de la cadena de cinases, és de vital importància per al bon funcionament de l'organisme, ja que regula directament la transcripció dels gens involucrats en el creixement cel·lular i la divisió. És aquí on veiem la relació d'aquestes proteïnes i d'aquesta via en una patologia de gran importància i gravetat com és el càncer, ja que aquest es basa en el creixement i divisió descontrolada de les cèl·lules formant un tumor.
S'ha comprovat que proteïnes Ras que provenen del gen Ras mutat ofereixen molta facilitat a les GTPases perquè les fosforil·lin com a inici de la cadena de cinases, és a dir, que s'activarà amb més continuïtat la cadena per fer arribar la senyal de la transcripció de gens pel creixement i la divisió cel·lular. Per tant, la duplicació cel·lular es produirà amb més freqüència i totes aquestes cèl·lules tindran la mutació, cosa que podria conduir a la formació d'un tumor. Es calcula que aquesta mutació és present en un 25% dels tumors en càncers de colon, pulmó i pàncrees en humans. Això sí, els tres gens els trobem mutats en cèl·lules tumorals amb diferent freqüència: en un 85% dels càncers amb mutació del Ras, la mutació la trobem al gen K-Ras; mentre que el N-Ras i el H-Ras només representen un 12% i un 3% respectivament d'aquestes mutacions. Veient això es podria pensar que la proteïna Ras és l'única d'aquesta via que pot influir directament (al estar mutat el gen que la codifica) en la formació d'un tumor, però no és així, ja que la KSR1 i la KSR2 també poden tenir molta importància segons han publicat estudis recents.
S'ha observat que la KSR1 i la KSR2 (en mamífers) faciliten en el temps i l'espai la fosforilació de MEK per part de la Ras i després la fosforilació de ERK per part de la MEK mitjançant la unió temporal a aquestes proteïnes en dominis específics, és a dir, que actuen com a proteïna de bastida. S'ha experimentat que un augment de concentració de les proteïnes KSR mitjançant la sobreexpresió del gen provoca un augment de l'activació d'ERK fins a cert nivell. A partir d'aquest nivell, un augment de la KSR només provoca una baixada d'activació d'ERK, ja que excedeix la quantitat de proteïna que pot coordinar la via correctament. Hi ha hipòtesis que diuen que això succeeix perquè en aquestes concentracions cada proteïna interactua amb components de la via independents provocant el seu aïllament, ja que les demés proteïnes es troben en menor concentració. És per això que la KSR actua bé com a inhibidor de la via si es troba en excés. En relació amb això, el nivell màxim de KSR per a la correcta activació de ERK també és la concentració a la qual es maximitza la senyalització d'aquesta via quan la Ras està mutada. I de la mateixa manera que s'ha vist que una mutació en la Ras contribueix a l'activació de la via, s'ha vist que la mutació del aminoàcid 809 de cisteïna a tirosina de la KSR1 augmenta l'activació d'ERK en mamífers i, per tant, de la transducció del senyal.
Per acabar, s'’ha observat que la dimerització de les proteïnes KSR és necessària per la senyalització de la Ras. Això és recolza en el fet que inhibint, a partir de mutacions, la formació del heterodímer KSR-Raf s'aprecia un descens de l'activitat de Raf. Una altra via que s'ha estudiat és la possibilitat que la proteïna IMP pugui actuar com a inhibidor de l'activació de MEK per part de Raf.

### KSR1 com a diana terapèutica
Veient la importància de les KSR en una via de senyalització que, en tenir alguna mutació, pot provocar un tumor directament s'ha analitzat la possibilitat de suprimir el gen de la KSR1. Al fer-ho en mamífers (en ratolins) s'ha observat que, deixant de banda problemes menors com defectes en el fol·licle capil·lar, els ratolins creixen i es reprodueixen amb normalitat. S'ha contrastat que aquests ratolins presenten un lleuger dèficit en la resposta immunològica però el més important en aquests ratolins és la resistència al la formació de tumors provocats per Ras. S'ha constatat, doncs, que la KSR1 és prescindible en la via MAPK per a un normal funcionament però que és imprescindible per induir aquests tumors; així que se’ns presenta com una bona opció a l'hora d'escollir l'objectiu d'un fàrmac (diana terapèutica). S'ha provat en ratolins que un fàrmac per inhibir l'expressió de KSR1 ajuda a aturar la formació de tumors induïts per Ras i fins i tot s'observa regressió en aquests tumors.

### KSR2 com a diana terapèutica
S'ha realitzat el mateix en el cas de la KSR2, se n'ha suprimit el gen en ratolins. Aquests ratolins han experimentat un descens de fertilitat i han esdevingut obesos espontàniament. A partir d'aquestes observacions en ratolins concloíem que el dèficit de KSR2 en humans comporta problemes d'inici d'obesitat a poca edat. Les variants de la KSR2 en humans que afecten a la via MAPK (i no al balanç d'energies) també poden interrompre la via metabòlica de la glucosa i l'oxidació dels àcids grassos. S'ha vist que aquesta proteïna es troba principalment al cervell i que una alteració d'aquesta al cervell és suficient per causar obesitat i intolerància a la glucosa. Aquestes observacions constaten que la KSR2 té un rol importat en el balanç d'energies al cervell. El que sí que falta per constatar és l'exacte rol d'aquesta a la via MAPK i si seria un therapeutic target efectiu. Això sí, el que s'ha demostrat en ratolins és que la supressió dels dos gens (KSR1 i KSR2) és fatal, ja que els ratolins no arriben a l'edat adulta (no sobreviuen més enllà dels 21 dies d'edat).